# Israel Exploration Society
L’Israel Exploration Society est une association archéologique créée en avril 1913, le 11 nissan selon le calendrier hébraïque, par un groupe d'intellectuels juifs vivant en Palestine ottomane. Elle avait notamment pour objectif de faire office de service des antiquités et d'établir une bibliothèque et un musée à Jérusalem, les fouilles archéologiques dans la région étant alors réalisées par des institutions et des chercheurs étrangers. 
L'Israel Exploration Society publie plusieurs revues, des comptes-rendus de fouille et des publications spécialisées, à la fois en anglais et en hébreu. Ces publications constituent des références en matière d'archéologie en Israël. 

## Histoire
L'association est créée sous le nom de Jewish Palestine Exploration Society. 

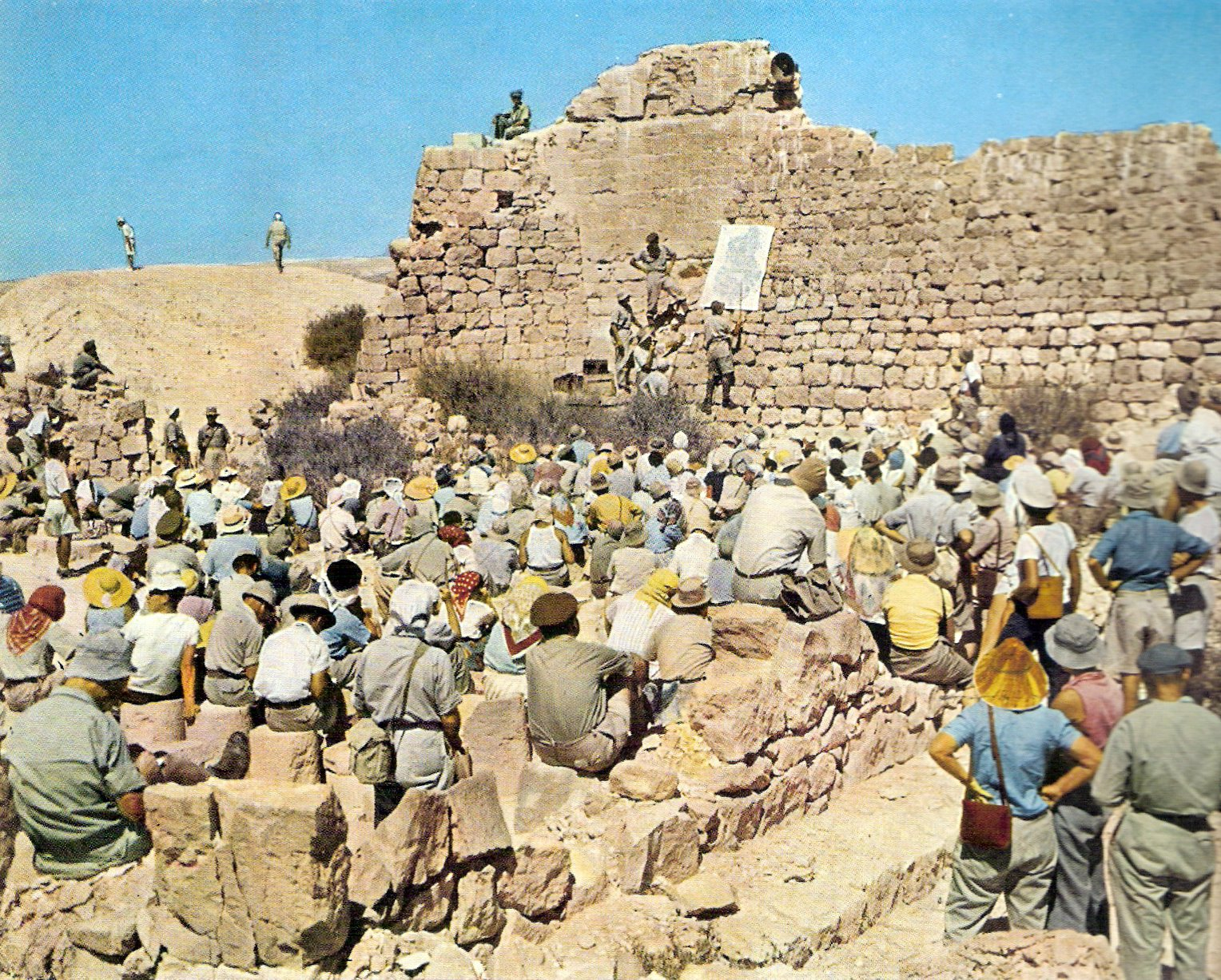
Réunion de lIsrael Exploration Society en 1948 à Shivta.

Dans les années 1940, l'association mène sa première excavation professionnelle au lac de Tibériade. Sa première conférence archéologique se tient en 1947. 
Après l'indépendance d'Israël en 1948, l'association est renommée Israel Exploration Society sous la direction de Benjamin Mazar. 
En 1954, l'association mène sa première expédition de recherche à Massada. 

## Publications
- Israel Exploration Journal (depuis 1951, en anglais)
- Eretz-Israel: Archaeological, Historical and Geographical Studies (depuis 1951, en hébreu)
- Qadmoniot : A Journal for the Antiquities of Eretz-Israel and Bible Lands (depuis 1968, en hébreu)